# ورتش‌شوملو
وِرتِش‌شوملو (به مجاری:  Vértessomló) یک شهرداری در مجارستان است که در ناحیه تاتابانیا واقع شده‌است. ورتش‌شوملو ۲۲٫۳ کیلومتر مربع مساحت و ۱٬۳۵۶ نفر جمعیت دارد.